# Lempdes-sur-Allagnon
Pour les articles homonymes, voir Lempdes et Allagnon.
Ne pas confondre avec la commune de Lempdes située dans le département voisin du Puy-de-Dôme.
Lempdes-sur-Allagnon est une commune française située dans le département de la Haute-Loire, en région Auvergne-Rhône-Alpes.

## Géographie
La commune est située au cœur du Massif central, à la sortie des gorges de l'Alagnon et à l'entrée de la Limagne de Brioude.

### Localisation
La commune de Lempdes-sur-Allagnon se trouve à 440 mètres d'altitude dans le département de la Haute-Loire, en région Auvergne-Rhône-Alpes.
Elle se situe à 72 km par la route du Puy-en-Velay, préfecture du département, à 15 km de Brioude, sous-préfecture, et à 5 km de Sainte-Florine, bureau centralisateur du canton de Sainte-Florine dont dépend la commune depuis 2015 pour les élections départementales.
Les communes les plus proches sont : 
Chambezon (2,2 km), Moriat (2,3 km), Frugerès-les-Mines (2,8 km), Charbonnier-les-Mines (3,7 km), Vergongheon (4,2 km), Sainte-Florine (4,3 km), Léotoing (4,5 km), Saint-Géron (5,2 km).
|           | Moriat Puy-de-Dôme   | Sainte-Florine                      |
| Chambezon | Lempdes-sur-Allagnon | Frugerès-les-Mines                  |
| Léotoing  | Saint-Géron          | Vergongheon Bournoncle-Saint-Pierre |

### Lieux-dits

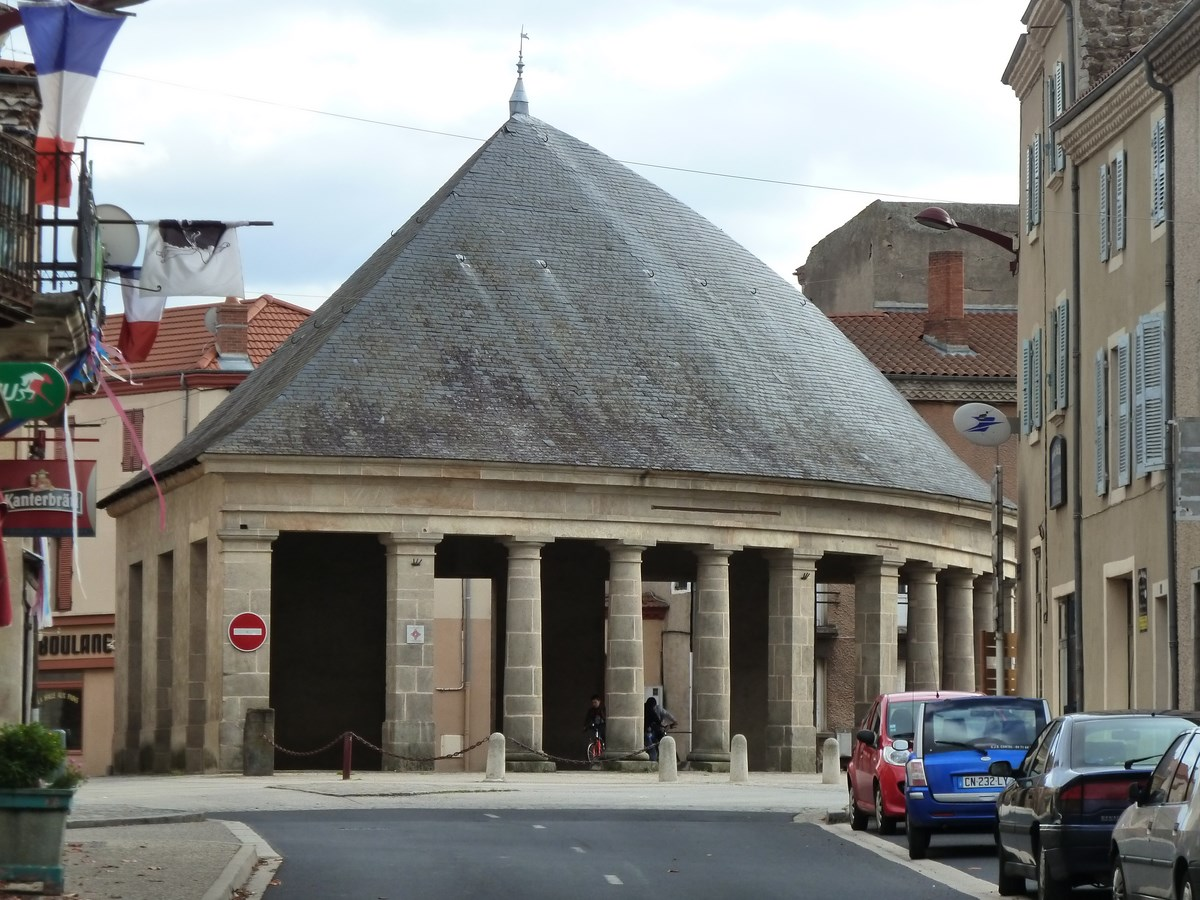
Halle XIXe siècle.

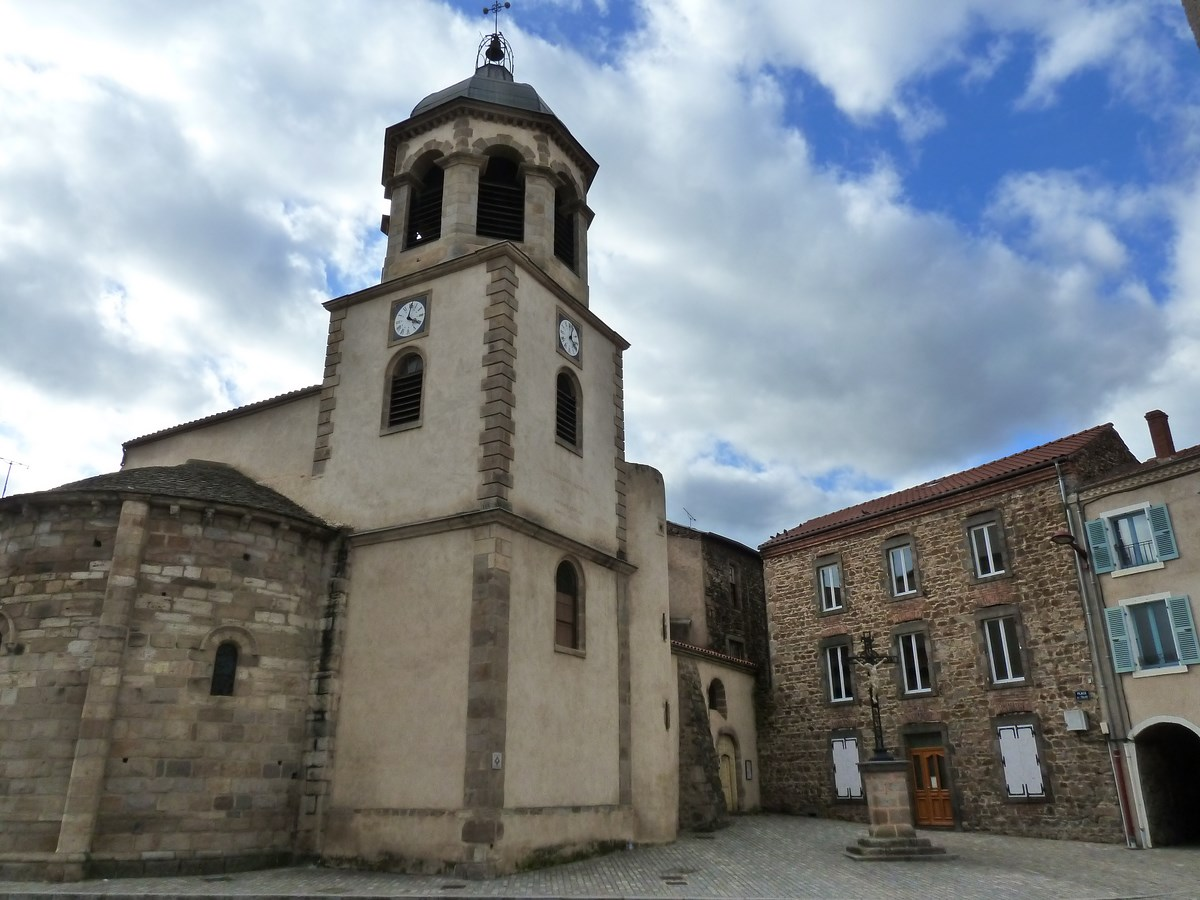
Église Saint-Géraud.

Allard, Baraque d'Arvant, Besse, Congousse, Moulin Bas, Moulin Bossacra, Moulin du Grand Pont, Moulin Graveirat, Moulin Lagarde, Raffeyroux, Moulin de La Ribeyre.

### Climat
Pour des articles plus généraux, voir Climat d'Auvergne-Rhône-Alpes et Climat de la Haute-Loire.
En 2010, le climat de la commune est de type climat océanique dégradé des plaines du Centre et du Nord, selon une étude du Centre national de la recherche scientifique s'appuyant sur une série de données couvrant la période 1971-2000. En 2020, Météo-France publie une typologie des climats de la France métropolitaine dans laquelle la commune est exposée à un climat de montagne ou de marges de montagne et est dans la région climatique Nord-est du Massif central, caractérisée par une pluviométrie annuelle de 800 à 1 200 mm, bien répartie dans l’année.
Pour la période 1971-2000, la température annuelle moyenne est de 10,9 °C, avec une amplitude thermique annuelle de 16,8 °C. Le cumul annuel moyen de précipitations est de 584 mm, avec 7,4 jours de précipitations en janvier et 6,2 jours en juillet. Pour la période 1991-2020, la température moyenne annuelle observée sur la station météorologique de Météo-France la plus proche, « Autrac », sur la commune d'Autrac à 12 km à vol d'oiseau, est de 10,5 °C et le cumul annuel moyen de précipitations est de 711,4 mm,. Pour l'avenir, les paramètres climatiques de la commune estimés pour 2050 selon différents scénarios d'émission de gaz à effet de serre sont consultables sur un site dédié publié par Météo-France en novembre 2022.

## Urbanisme

### Typologie
Au 1er janvier 2024, Lempdes-sur-Allagnon est catégorisée bourg rural, selon la nouvelle grille communale de densité à sept niveaux définie par l'Insee en 2022.
Elle est située hors unité urbaine. Par ailleurs la commune fait partie de l'aire d'attraction d'Issoire, dont elle est une commune de la couronne,. Cette aire, qui regroupe 53 communes, est catégorisée dans les aires de moins de 50 000 habitants,.

### Occupation des sols
L'occupation des sols de la commune, telle qu'elle ressort de la base de données européenne d’occupation biophysique des sols Corine Land Cover (CLC), est marquée par l'importance des territoires agricoles (70,2 % en 2018), en diminution par rapport à 1990 (78,2 %). La répartition détaillée en 2018 est la suivante : 
terres arables (54,3 %), prairies (15,2 %), forêts (11,3 %), zones urbanisées (9,6 %), milieux à végétation arbustive et/ou herbacée (3,1 %), zones industrielles ou commerciales et réseaux de communication (3 %), mines, décharges et chantiers (2,8 %), zones agricoles hétérogènes (0,7 %). L'évolution de l’occupation des sols de la commune et de ses infrastructures peut être observée sur les différentes représentations cartographiques du territoire : la carte de Cassini (XVIIIe siècle), la carte d'état-major (1820-1866) et les cartes ou photos aériennes de l'IGN pour la période actuelle (1950 à aujourd'hui).

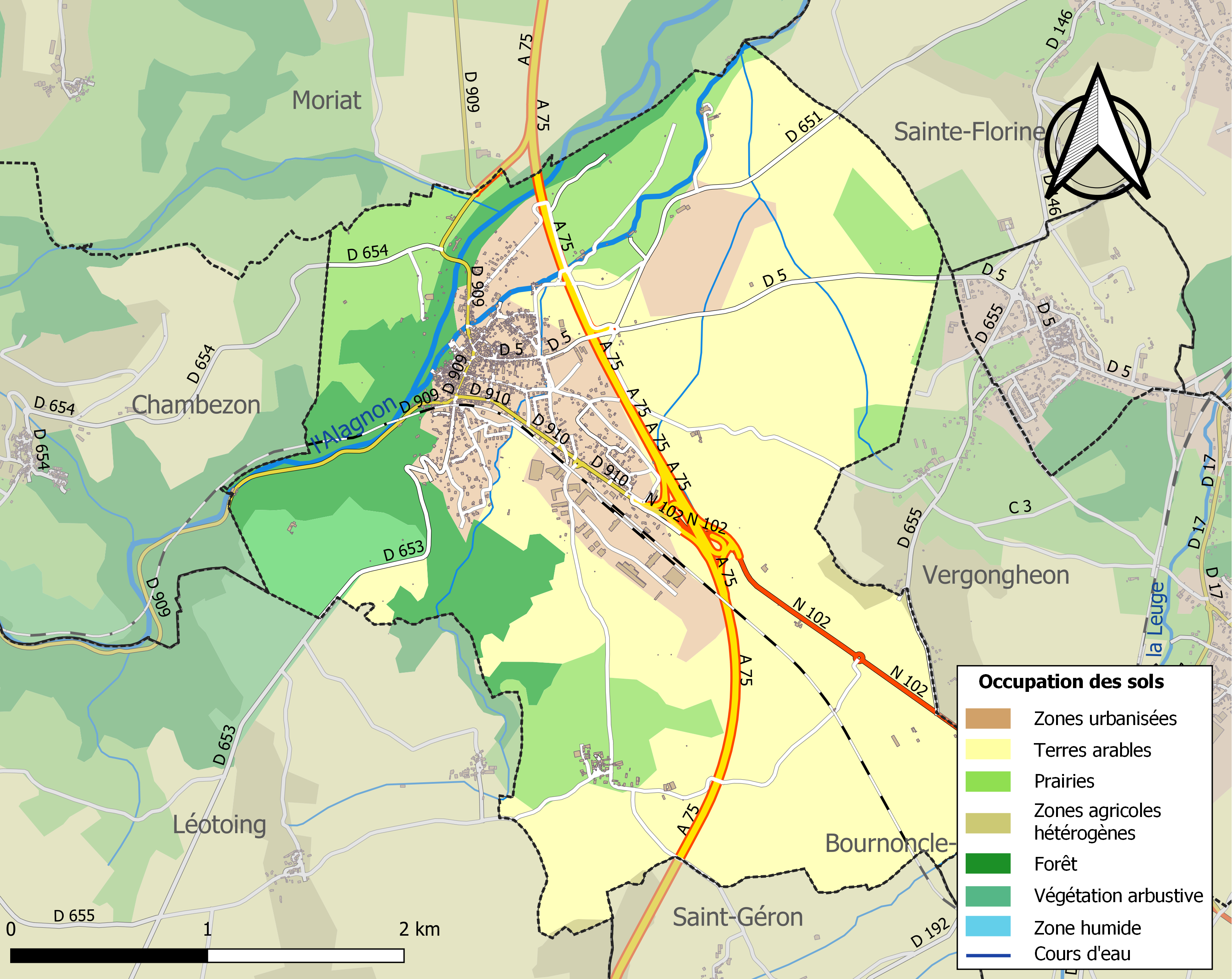
Carte des infrastructures et de l'occupation des sols de la commune en 2018 (CLC).

### Habitat et logement
En 2018, le nombre total de logements dans la commune était de 925, alors qu'il était de 879 en 2013 et de 847 en 2008.
Parmi ces logements, 72,6 % étaient des résidences principales, 6,1 % des résidences secondaires et 21,3 % des logements vacants. Ces logements étaient pour 86,2 % d'entre eux des maisons individuelles et pour 13,3 % des appartements.
Le tableau ci-dessous présente la typologie des logements à Lempdes-sur-Allagnon en 2018 en comparaison avec celle de la Haute-Loire et de la France entière. Une caractéristique marquante du parc de logements est ainsi une proportion de résidences secondaires et logements occasionnels (6,1 %) inférieure à celle du département (16,1 %) mais supérieure à celle de la France entière (9,7 %). Concernant le statut d'occupation de ces logements, 68,5 % des habitants de la commune sont propriétaires de leur logement (69,6 % en 2013), contre 70 % pour la Haute-Loire et 57,5 pour la France entière.
| Typologie                                               | Lempdes-sur-Allagnon | Haute-Loire | France entière |
| ------------------------------------------------------- | -------------------- | ----------- | -------------- |
| Résidences principales (en %)                           | 72,6                 | 71,5        | 82,1           |
| Résidences secondaires et logements occasionnels (en %) | 6,1                  | 16,1        | 9,7            |
| Logements vacants (en %)                                | 21,3                 | 12,4        | 8,2            |

## Toponymie
Le nom de la localité est attesté sous la forme latinisée Lendano au IXe siècle. Il est issu du gaulois lindon désignant un étang ou des eaux stagnantes, même origine celtique que le nom de la ville irlandaise de Dublin, issu du *dubu-lindon, « étang noir ».
Il a été complété afin d'éviter la confusion avec la ville homonyme de Lempdes, dans le Puy-de-Dôme.

## Histoire

### Moyen Âge
- Co-seigneurie des d'Auzon.
- Église Saint-Géraud dépendant de Sauxillanges.

### Époque moderne
Les Montaigut de Beaune et de Bouzols sont les derniers seigneurs de Lempdes (1661-1789). Lempdes a dépendu dans la plus haute ancienneté du château de Léotoing dont il relevait en fief, et les seigneurs de Lempdes étaient les vassaux de ceux de Léotoing. Aussi, c'est à ces derniers que les Lempdais d'alors payaient l’impôt. Les premiers seigneurs de Léotoing portaient le nom de leur terre. Ils furent seigneurs jusque vers 1250. À cette époque ils perdirent leur titre au profit des dauphins d'Auvergne qui n'habitaient jamais Léotoing, mais venaient de temps à autre et Hugues Dauphin était seigneur de Lempdes en 1716. Puis Lempdes est portée en  dot au vicomte de Polignac, Armand IV, par Béatrice Dauphine. La terre de Lempdes passe ensuite de la branche des Polignac à la maison de Montravel, puis par le jeu des alliances, aux Monboissier-Canillac et aux Montaigut de Bonne.
L'emplacement du château à côté de l'église permet de supposer que l'église était primitivement la chapelle. Il y a un souterrain passant sous l'Allagnon le reliant au château de Moriat[réf. nécessaire]. Les habitants de Lempdes marquèrent toujours une certaine indépendance vis-à-vis de leurs maîtres, même s'ils étaient redoutables et vindicatifs, tels les Canillac. Aussi les habitants de Lempdes élisaient des syndics chargés de l'administration de 1661 à Antoine Henri de Montaigut par son mariage avec l’héritière des Montboissier-Beaufort-Canillac, l'ainée des trois filles de Maximilien de Montboissier-Beaufort-Canillac et Marguerite Félicité d'Auzon. L’addition des biens des deux familles donne une liste d'une vingtaine de fiefs. Le château était la résidence habituelle d'Antoine Henri de Montaigut, qui a régulièrement veillé à son entretien.
Les seigneurs de Lempdes ont largement tiré profit de la rivière très poissonneuse à l'époque : le 5 juin 1698, par exemple, Antoine Henri de Montaigut autorise Jean Barrier, meunier à qui sont baillés trois moulins dont un à chanvre, à faire un montant pour prendre les poissons en précisant que les saumons reviendront au seigneur. Le 19 février 1674, il passe un bail de prix fait avec Jean Passion et Jean Aigniel (marié à Isabeau Chalchat), maîtres maçons de Lempdes pour refaire à neuf le four à pain tenu en absence par Denis Rieuf (boulanger) et de resuivre son couvert.
Les seigneurs de Lempdes monopolisent les graviers en achetant le 30 septembre 1697 une gravière au Graveyrat (lieu-dit de Lempdes) à Jean Chalchat et Jean Aigniel.

## Politique et administration

### Découpage territorial
La commune de Lempdes-sur-Allagnon est membre de la communauté de communes Auzon Communauté, un établissement public de coopération intercommunale (EPCI) à fiscalité propre créé le 21 décembre 2000 dont le siège est à Auzon. Ce dernier est par ailleurs membre d'autres groupements intercommunaux.
Sur le plan administratif, elle est rattachée à l'arrondissement de Brioude, au département de la Haute-Loire, en tant que circonscription administrative de l'État, et à la région Auvergne-Rhône-Alpes.
Sur le plan électoral, elle dépend du canton de Sainte-Florine pour l'élection des conseillers départementaux, depuis le redécoupage cantonal de 2014 entré en vigueur en 2015, et de la deuxième circonscription de la Haute-Loire   pour les élections législatives, depuis le redécoupage électoral de 1986.

### Tendances politiques et résultats
| Scrutin             | Scrutin             | 1er tour | 1er tour | 1er tour | 1er tour | 1er tour    | 1er tour | 1er tour | 1er tour | 1er tour | 1er tour | 1er tour | 1er tour | 2d tour | 2d tour | 2d tour | 2d tour | 2d tour | 2d tour |
| Scrutin             | Scrutin             | 1er      | 1er      | %        | 2e       | 2e          | %        | 3e       | 3e       | %        | 4e       | 4e       | %        | 1er     | 1er     | %       | 2e      | 2e      | %       |
| ------------------- | ------------------- | -------- | -------- | -------- | -------- | ----------- | -------- | -------- | -------- | -------- | -------- | -------- | -------- | ------- | ------- | ------- | ------- | ------- | ------- |
| Présidentielle 2017 | Présidentielle 2017 |          | RN       | 25,53    |          | LFI         | 25,13    |          | EM       | 21,43    |          | LR       | 12,83    |         | EM      | 58,51   |         | RN      | 41,49   |
| Présidentielle 2022 | Présidentielle 2022 |          | RN       | 30,56    |          | EM          | 21,42    |          | LFI      | 19,78    |          | REC      | 5,32     |         | RN      | 58,05   |         | EM      | 41,95   |
| Législatives 2022   | 2e                  |          | LR       | 46,72    |          | LFI (NUPES) | 21,93    |          | RN       | 15,37    |          | PR (ENS) | 9,02     |         | LR      | 63,51   |         | LFI     | 36,49   |
| Législatives 2024   | 2e                  |          | LR       | 38,79    |          | RN          | 38,79    |          | PS (NFP) | 15,42    |          | RE (ENS) | 4,52     |         | LR      | 57,64   |         | RN      | 42,36   |

### Liste des maires
| Période                                  | Période   | Identité                | Étiquette | Qualité                                |
| ---------------------------------------- | --------- | ----------------------- | --------- | -------------------------------------- |
| Les données manquantes sont à compléter. |           |                         |           |                                        |
| 1971                                     | 1985      | René Filiol (1914-1993) | PCF       | Ajusteur puis mécanicien de route      |
| 1985                                     | 1995      | Daniel Rigal            | DVG       |                                        |
| 1995                                     | mars 2014 | Maurice Cubizolles      | DVG       | Président de la communauté de communes |
| mars 2014                                | En cours  | Guy Lonjon              |           | Ancien cadre                           |

## Population et société

### Démographie

#### Évolution démographique
L'évolution du nombre d'habitants est connue à travers les recensements de la population effectués dans la commune depuis 1793. Pour les communes de moins de 10 000 habitants, une enquête de recensement portant sur toute la population est réalisée tous les cinq ans, les populations de référence des années intermédiaires étant quant à elles estimées par interpolation ou extrapolation. Pour la commune, le premier recensement exhaustif entrant dans le cadre du nouveau dispositif a été réalisé en 2005.

En 2022, la commune comptait 1 305 habitants, en évolution de −2,47 % par rapport à 2016 (Haute-Loire : +0,36 %, France hors Mayotte : +2,11 %).
| 1793  | 1800  | 1806 | 1821  | 1831  | 1836  | 1841  | 1846  | 1851  |
| ----- | ----- | ---- | ----- | ----- | ----- | ----- | ----- | ----- |
| 1 138 | 1 225 | 943  | 1 149 | 1 261 | 1 317 | 1 426 | 1 422 | 1 463 |

| 1856  | 1861  | 1866  | 1872  | 1876  | 1881  | 1886  | 1891  | 1896  |
| ----- | ----- | ----- | ----- | ----- | ----- | ----- | ----- | ----- |
| 1 544 | 1 614 | 1 490 | 1 402 | 1 423 | 1 552 | 1 683 | 1 644 | 1 694 |

| 1901  | 1906  | 1911  | 1921  | 1926  | 1931  | 1936  | 1946  | 1954  |
| ----- | ----- | ----- | ----- | ----- | ----- | ----- | ----- | ----- |
| 1 726 | 1 634 | 1 581 | 1 377 | 1 490 | 1 349 | 1 266 | 1 366 | 1 364 |

| 1962  | 1968  | 1975  | 1982  | 1990  | 1999  | 2005  | 2006  | 2010  |
| ----- | ----- | ----- | ----- | ----- | ----- | ----- | ----- | ----- |
| 1 445 | 1 583 | 1 526 | 1 510 | 1 403 | 1 371 | 1 310 | 1 318 | 1 323 |

| 2015  | 2020  | 2022  | - | - | - | - | - | - |
| ----- | ----- | ----- | - | - | - | - | - | - |
| 1 329 | 1 317 | 1 305 | - | - | - | - | - | - |

#### Pyramide des âges
La population de la commune est relativement âgée.
En 2018, le taux de personnes d'un âge inférieur à 30 ans s'élève à 28,4 %, soit en dessous de la moyenne départementale (31 %). À l'inverse, le taux de personnes d'âge supérieur à 60 ans est de 33,3 % la même année, alors qu'il est de 31,1 % au niveau départemental.
En 2018, la commune comptait 665 hommes pour 669 femmes, soit un taux de 50,15 % de femmes, légèrement inférieur au taux départemental (50,87 %).
Les pyramides des âges de la commune et du département s'établissent comme suit.
| Hommes | Classe d’âge | Femmes |
| ------ | ------------ | ------ |
| 1,1    | 90 ou +      | 1,5    |
| 9,0    | 75-89 ans    | 12,3   |
| 21,2   | 60-74 ans    | 21,7   |
| 21,0   | 45-59 ans    | 20,6   |
| 18,1   | 30-44 ans    | 16,8   |
| 12,5   | 15-29 ans    | 11,4   |
| 17,2   | 0-14 ans     | 15,8   |

| Hommes | Classe d’âge | Femmes |
| ------ | ------------ | ------ |
| 0,9    | 90 ou +      | 2,5    |
| 8,4    | 75-89 ans    | 11,7   |
| 20,4   | 60-74 ans    | 20,5   |
| 21,3   | 45-59 ans    | 20,3   |
| 16,8   | 30-44 ans    | 16,3   |
| 15,2   | 15-29 ans    | 13,2   |
| 17     | 0-14 ans     | 15,6   |

## Économie
- L'entreprise SIEL, fondée en 1987, spécialisée dans le domaine de la signalétique et de l'enseigne, avec une compétence particulière dans le thermolaquage, a son siège social et deux unités de fabrication dans la commune, employant au total près de 100 salariés[27][réf. non conforme].

### Revenus
En 2018, la commune compte 639 ménages fiscaux, regroupant 1 340 personnes. La médiane du revenu disponible par unité de consommation est de 19 970 € (20 800 € dans le département).

### Emploi
| Division       | 2008  | 2013   | 2018  |
| -------------- | ----- | ------ | ----- |
| Commune        | 9,9 % | 10,9 % | 9,8 % |
| Département    | 6,3 % | 7,7 %  | 7,7 % |
| France entière | 8,3 % | 10 %   | 10 %  |

En 2018, la population âgée de 15 à 64 ans s'élève à 763 personnes, parmi lesquelles on compte 75,7 % d'actifs (65,9 % ayant un emploi et 9,8 % de chômeurs) et 24,3 % d'inactifs,. En  2018, le taux de chômage communal (au sens du recensement) des 15-64 ans est supérieur à celui du département, mais inférieur à celui de la France, alors qu'il était supérieur à celui de la France en 2008.
La commune fait partie de la couronne de l'aire d'attraction d'Issoire, du fait qu'au moins 15 % des actifs travaillent dans le pôle,. Elle compte 428 emplois en 2018, contre 493 en 2013 et 456 en 2008. Le nombre d'actifs ayant un emploi résidant dans la commune est de 505, soit un indicateur de concentration d'emploi de 84,7 % et un taux d'activité parmi les 15 ans ou plus de 52,2 %.
Sur ces 505 actifs de 15 ans ou plus ayant un emploi, 113 travaillent dans la commune, soit 22 % des habitants. Pour se rendre au travail, 85,4 % des habitants utilisent un véhicule personnel ou de fonction à quatre roues, 2 % les transports en commun, 7,6 % s'y rendent en deux-roues, à vélo ou à pied et 5 % n'ont pas besoin de transport (travail au domicile).

## Culture locale et patrimoine

### Lieux et monuments
- Église Saint-Géraud, du XIe siècle[28], inscrite  au titre des monuments historiques par arrêté du 2 mai 1956[29].
- Halle, du XVIIIe siècle[30].
- Château.

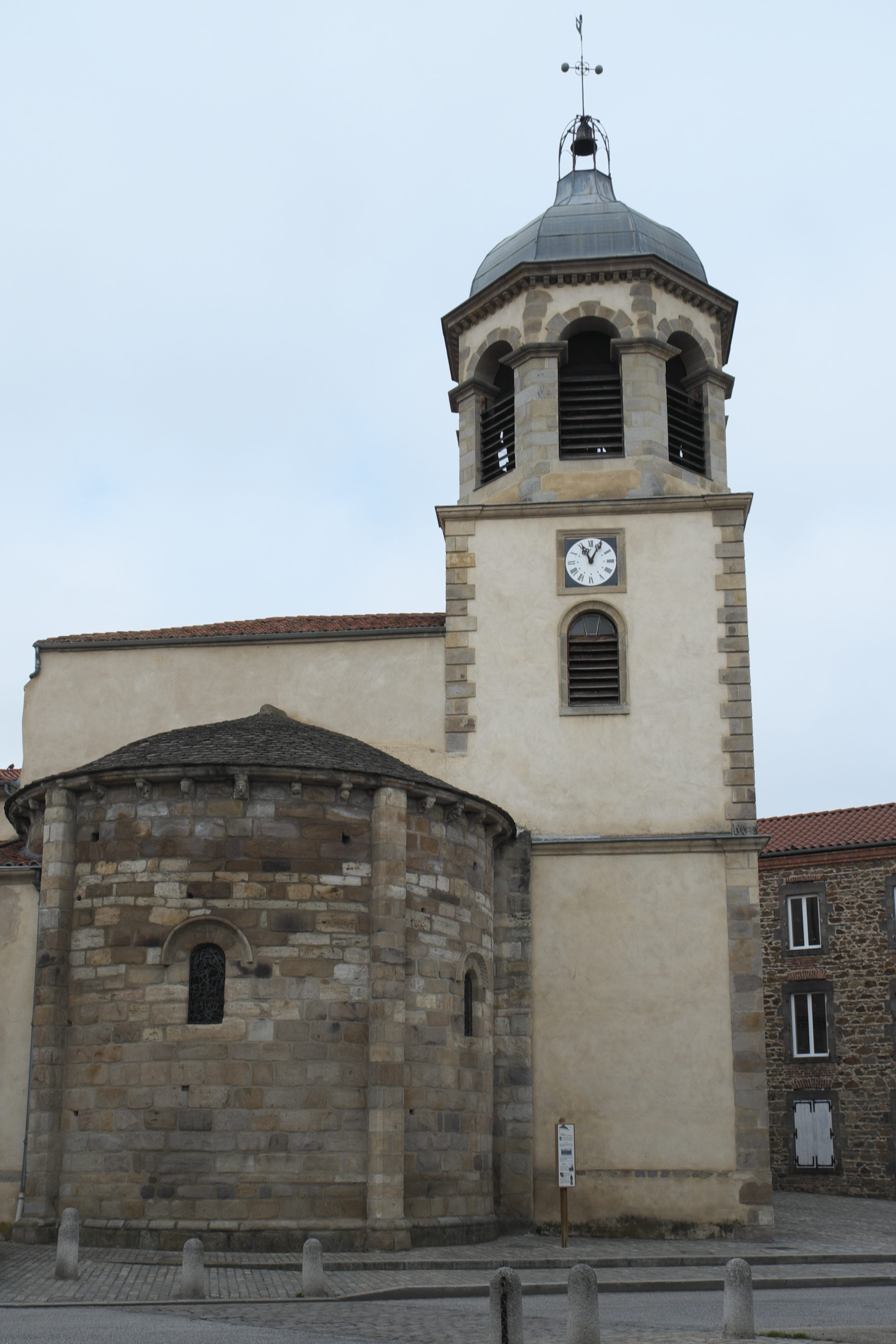
Église Saint-Géraud.
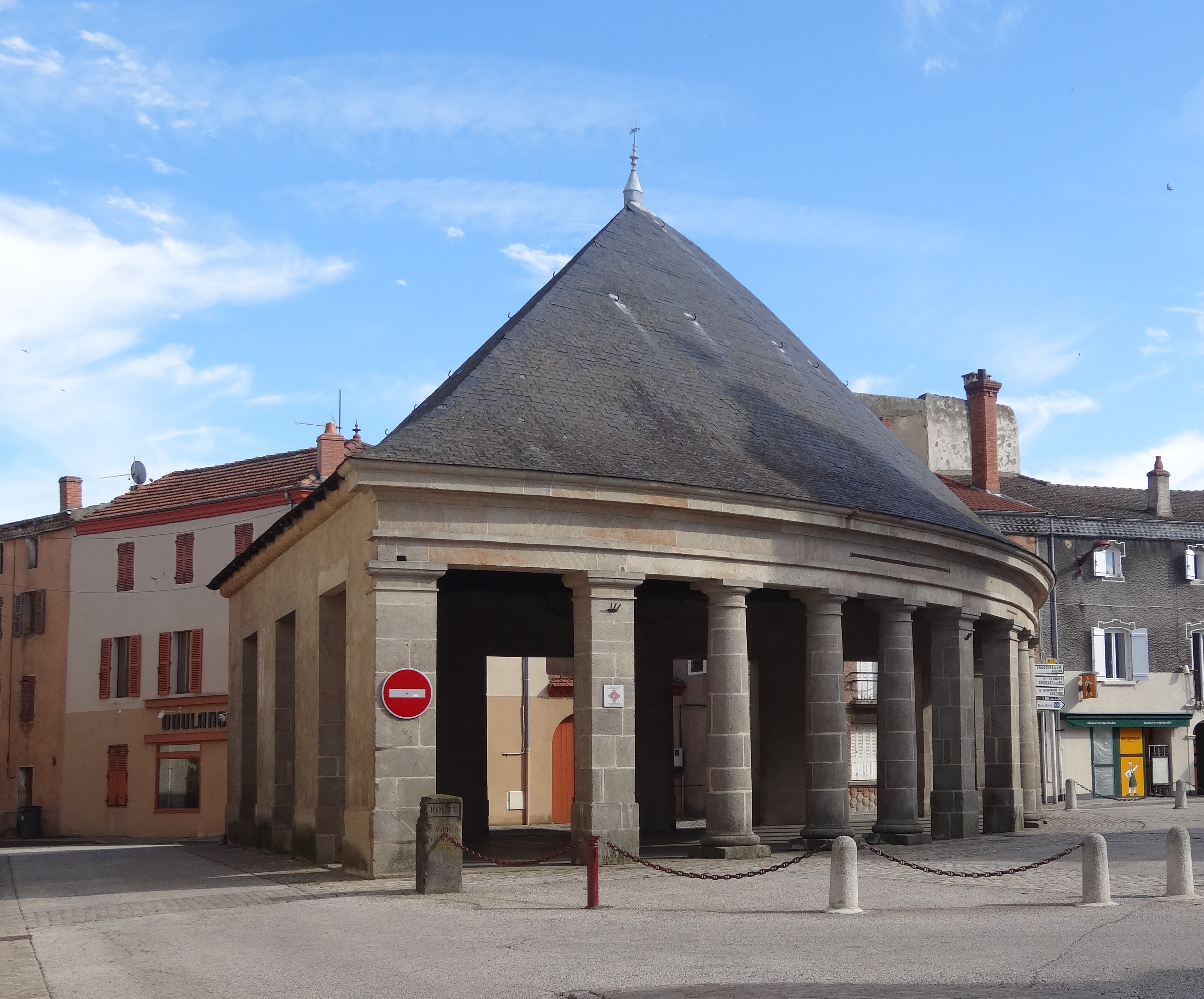
Halles.

### Personnalités liées à la commune
- Emmanuel des Essarts (1839-1909), poète et professeur d'université, mort à Lempdes.
- Léonce Lagarde (1860-1936), diplomate, né à Lempdes.
- B. R. Bruss, de son vrai nom René Bonnefoy, écrivain, né à Lempdes[31].

### Héraldique
| Blason de Lempdes-sur-Allagnon | Blason  | D'azur à la fasce ondée d'argent, accompagnée en chef d'une couronne comtale d'or, sommée de perles aussi d'argent, accostée de deux feuilles d'orme aussi d'or, et en pointe d'une tête de lion du même. |
| Blason de Lempdes-sur-Allagnon | Détails | Le statut officiel du blason reste à déterminer. |

## Folklore
Une légende orale parle de ce seigneur de Léotoing, Béraud, qui après une longue chasse au loup, arrive de nuit dans sa ville, se rendant en son château. Malgré les avertissements, il longe l'Alagnon et devant le lavoir du village, s'arrête en voyant une femme laver du linge. Il descend de cheval, s'approche pour lui demander la raison de sa présence à cette heure indue de la nuit. Lorsqu'elle se retourne, horreur: visage ridé et cheveux blancs, deux puits de ténèbres à la place des yeux, des horribles chicots sanglants, elle l'attrape par le bras et l'entraîne avec une force terrifiante dans le lavoir pour le noyer. C'est ainsi, dit-on, que le dernier seigneur de Léotoing disparu sans enfant.
Cet esprit malfaisant et terriblement inquiétant, qu'on nomme en Auvergne la Lavandière, se retrouve en réalité ailleurs en Europe : en Écosse (Bean Nighe), en Bretagne (Kannerezed-noz), en Espagne ou en Sardaigne (Panas Partorienti). Elle occupe les vieux lavoirs la nuit ; le linge qu’elle lave est toujours taché de sang et symbolise votre mort ou celle d’un proche.
« Elles battent et tordent incessamment quelque objet qui ressemble à du linge mouillé, mais qui, vu de près, n’est qu’un cadavre d’enfant » (George Sand, Légendes rustiques, 1858).